# Левате
Левате (итал. Levate) — коммуна в Италии, находится в регионе Ломбардия, подчиняется административному центру Бергамо.
Население составляет 3264 человека, плотность населения составляет 653 чел./км². Занимает площадь 5 км². Почтовый индекс — 24040. Телефонный код — 035.
Покровителями коммуны почитаются святые апостолы Пётр и Павел, празднование 29 июня.